# عامر بن فهيرة
عامر بن فهيرة (المتوفي سنة 4 هـ) صحابي، ومولى أبو بكر الصديق، وأحد السابقين إلى الإسلام، وكان من المستضعفين الذين عُذّبوا لما اعتنقوا الإسلام، فاشتراه أبو بكر الصديق، فأعتقه فصار مولى له. وكان لابن فهيرة دورًا بارزًا في الهجرة النبوية، حيث كان يرعى غنم أبي بكر التي يمحو بها آثار أقدام عبد الله بن أبي بكر الذي كان يتردد على النبي محمد وأبوه أبي بكر أثناء تخفيهما في غار ثور. هاجر عامر بن فهيرة إلى يثرب، وشارك مع النبي محمد في غزوتي بدر وأحد، وقتل في سرية بئر معونة.

## سيرته
كان عامر بن فهيرة عبدًا أسودًا مملوكًا للطفيل بن عبد الله بن سخبرة الأزدي في مكة، وكان مولّدًا من مولدي الأزد، وقد أسلم قديمًا قبل دخول النبي محمد دار الأرقم ليدعوا فيها. ونظرًا لكونه عبدًا أسودًا، استُضعف عامر بن فهيرة، فكان يُعذّب لترك دين الإسلام، إلى أن اشتراه أبو بكر الصديق وأعتقه، وصار يرعى له بعض غنمه.
لما همّ النبي محمد وصاحبه أبو بكر بالهجرة، تخفّيا لفترة في غار ثور حتى يفقد متتبعيهم أثرهم، فكان عامر بن فهيرة يروح بغنم أبي بكر عليهما، فيحتلبا الغنم، وإِذا خرج عبد الله بن أبي بكر من عندهما اتبع عامر بن فهيرة أثره بالغنم حتى يخفي آثار أقدامه. ولما سارا إلى يثرب، خرج عامر بن فهيرة معهم، حيث أردفه أبو بكر خلفه.
نزل عامر بن فهيرة حين هاجر إلى يثرب على سعد بن خيثمة، وقد آخى النبي محمد بينه وبين الحارث بن أوس بن معاذ. شهد عامر بن فهيرة مع النبي محمد غزوتي بدر وأحد. وفي صفر سنة 4 هـ، شارك عامر بن فهيرة في السرية التي عقد رايتها النبي محمد للمنذر بن عمرو لدعوة أهل نجد إلى الإسلام، فاعترضتهم بطون من قبيلة سُليم عند بئر معونة، وقاتلوهم وقُتل عامر يومها وعمره 40 سنة، قتله يومها جبار بن سلمى. وقد ذكر محمد بن عمر الواقدي رواية عن محمد بن عبد الله بن مسلم الزهري عن عمه محمد بن مسلم الزهري عن عروة بن الزبير عن عائشة بنت أبي بكر أنه: «رُفِعَ عامر بن فهيرة إلى السماء، فلم تُوجَد جُثته»، كما أورد ابن الأثير الجزري في كتابه «أسد الغابة في معرفة الصحابة» رواية عن عبد الله بن المبارك وعبد الرزاق بن همام عن معمر بن راشد عن محمد بن مسلم الزهري عن عروة بن الزبير، قال: «طلب عامر يومئذ في القتلى فلم يوجد، فيرون أن الملائكة دفنته». وأورد ابن إسحاق في سيرته عن هشام بن عروة عن أبيه أن قاتله جبار بن سلمى شهد صعود جثته إلى السماء، فكانت سببًا لإسلامه.